# Teucrium viscidum
Teucrium viscidum là một loài thực vật có hoa trong họ Hoa môi. Loài này được Blume miêu tả khoa học đầu tiên năm 1826.